# Manuel Gräfe
Manuel Gräfe (Berlim, 21 de setembro de 1973) é um árbitro de futebol alemão. Ele oficiou na 2. Fußball-Bundesliga desde 2001, a Bundesliga desde 2004 e recebeu sua licença da FIFA em 2007.
Sua primeira partida internacional foi em 28 de julho de 2007, no jogo entra o Racing Club de Lens e Chornomorets Odessa.